# الدين في البرازيل

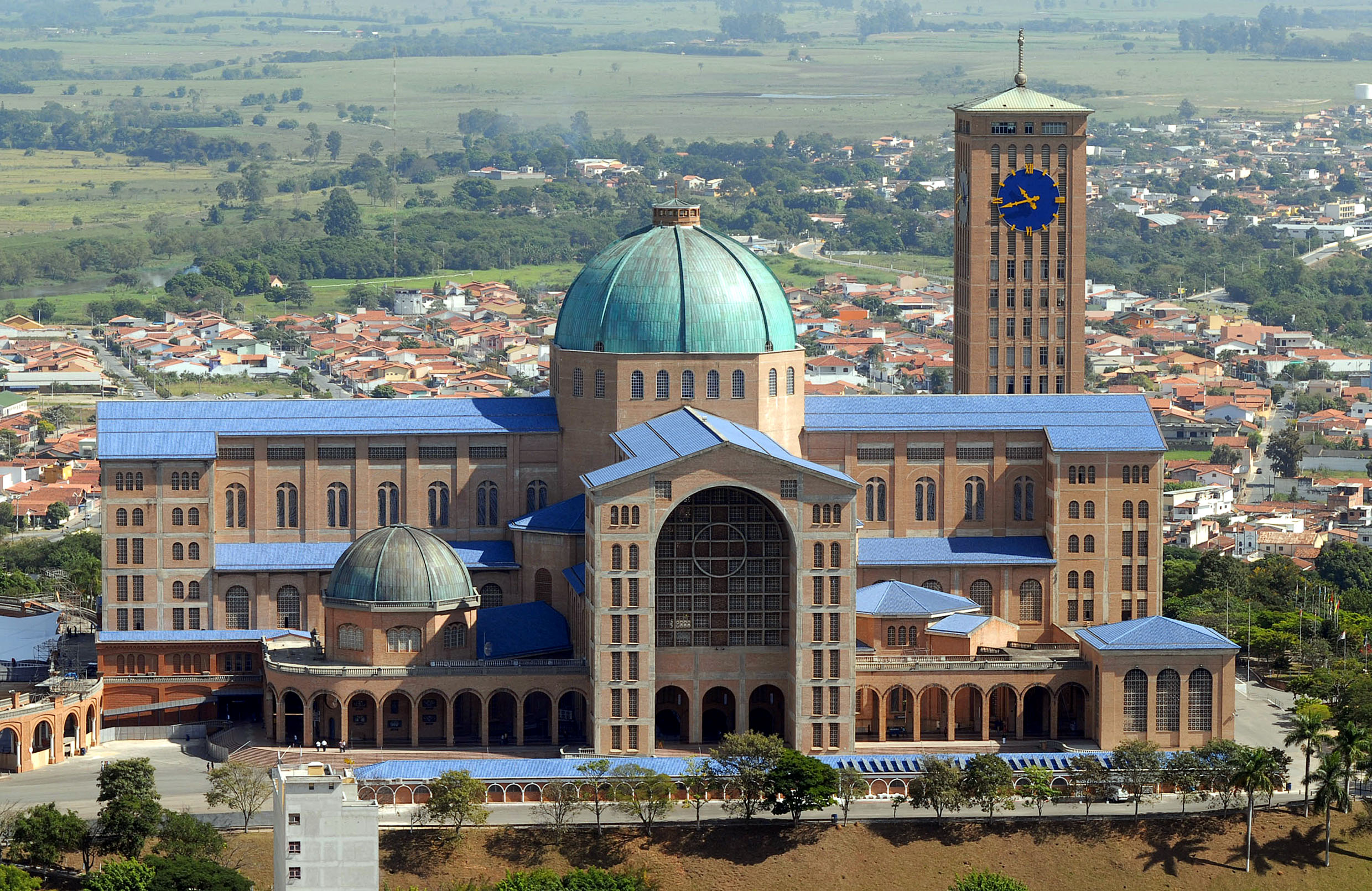

الدين في البرازيل به مستوى التزام عالي وأكثر تنوعا بالمقارنة مع دول أخرى في أمريكا اللاتينية. كانت المسيحية ولا تزال الدين السائد في البرازيل. الكاثوليك 64.6% والبروتستانت 22.2% واللادينيون 8% وباقي الديانات 5.2%

## نظرة عامة
تمتلك البرازيل مجتمعًا روحانيًا غنيًا تشكل من اجتماع الكنيسة الكاثوليكية مع التقاليد الدينية للأفارقة المستعبدين والشعوب الأصلية. وأدى التقاء الأديان هذا أثناء الاستعمار البرتغالي للبرازيل إلى تطوير مجموعة متنوعة من الممارسات التوفيقية داخل المظلة الشاملة للكاثوليكية البرازيلية، والتي تتميز بالاحتفالات البرتغالية التقليدية. حتى وقت قريب كانت الكاثوليكية مهيمنة بشكل ساحق. وأدت التغييرات في القرن الحادي والعشرين إلى نمو العلمانية (عدم الانتماء الديني) ونمو البروتستانتية الإنجيلية، بنسبة 31٪ من السكان. ويشير استطلاع للرأي أجري عام 2020 إلى أن نحو 50٪ من البرازيليين يعتبرون أنفسهم كاثوليك، بانخفاض من 90٪ في عام 1970. وعلى الرغم من انخفاض الكاثوليكية في معظم أنحاء البلاد، إلا أنها لا تزال قوية في معظم شمال شرق البلاد. وقد توقع بعض المحللين أن يفوق عدد البروتستانت عدد الكاثوليك بحلول عام 2030، مع انخفاض عضوية الكنيسة الكاثوليكية إلى 38.6٪، وارتفاع عضوية البروتستانت في مئات الطوائف المستقلة إلى 39.8٪، وارتفاع عدد السكان غير المسيحيين (بما في ذلك غير المنتسبين) إلى أكثر من 20٪. وفي تعداد عام 2010 أعلن 64.63% من السكان أنفسهم كاثوليك، و22.2% بروتستانت، و8% غير متدينين، و5.2% أتباع ديانات أخرى (معظمهم من الروحانيين أو الكارديسيين الذين يتبعون عقائد ألان كارديك، والأومبانيست، والكاندومبليه، وشهود يهوه، وكنيسة يسوع المسيح لقديسي الأيام الأخيرة، والأقليات من البوذيين واليهود والمسلمين ومجموعات أخرى).
الأديان البرازيلية متنوعة للغاية وتميل إلى التوفيق بين الأديان. في العقود الأخيرة كانت هناك زيادة كبيرة في الكنائس الخمسينية الجديدة والأديان الأفرو برازيلية، مما أدى إلى انخفاض عدد أعضاء الكنيسة الكاثوليكية الرومانية. قد يكون عدد أتباع الأومبانديست والكاندومبليه أعلى بكثير من الرقم الرسمي للتعداد السكاني نظرًا إلى أن العديد منهم يواصلون حتى يومنا هذا إخفاء دينهم تحت ستار التوفيق بين الأديان «الكاثوليكية». وأعلن نحو تسعين بالمئة من البرازيليين عن نوع ما من الانتماء الديني في أحدث تعداد سكاني.
على الرغم من أن الدستور الفيدرالي يضمن التسامح الديني لجميع مواطنيه (المادة 5، البند السادس)، إلا أنه يحظر صراحة على جميع الكيانات التي تشكل الاتحاد تأسيس وتمويل الطوائف العامة والكنائس الحكومية التي تسيطر عليها الحكومة وتنسقها - (المادة 19، 1)، حيث تعترف الدولة البرازيلية حتى الآن «بالطابع الخاص» للكنيسة الكاثوليكية في ظل الديانات الأخرى في نظامها القانوني (المادة 16 من المرسوم 7107/2010)، ولهذا السبب يعترف القانون بالسيدة العذراء مريم والدة يسوع، باعتبارها «شفيعة البرازيل» (المادة 1 من القانون 6802 / 1980)؛ والقسم في الدستور «تحت حماية الرب» (ديباجة الدستور الفيدرالي)؛ كما يجري الاعتراف بالأعياد الكاثوليكية (مثل يوم سيدتنا أباريسيدا ويوم ميلاد ربنا) كأعياد وطنية بموجب القانون (القانون 10.607 / 2002، القانون 6.802 / 1980)؛ ويمتلك الدين الكاثوليكي قانونًا حصريًا ينظم علاقته بالدولة (المرسوم 7107/2010)؛ وتحمل المدن والولايات أسماء القديسين الكاثوليك؛ وتعرض التماثيل الكاثوليكية في المكاتب العامة؛ وعبارة «مجّد الرب» موجودة على جميع أوراق الريال البرازيلي النقدية؛ ويُسمح بالتدريس الديني الكاثوليكي حصريًا في المدارس العامة في البلاد (إيه دي أي 4439).
يعتبر التعصب الديني جريمة في البرازيل، وتضمن العديد من القوانين حرية العبادة والحماية لأولئك الذين يعتنقون إيمانهم. ويضمن الدستور الفيدرالي لعام 1988 (المادة 5، البند الرابع) أن «حرية الضمير والمعتقد مصونة، مما يضمن ممارسة الشعائر الدينية بحرية ويضمن، وفقًا للقانون، حماية أماكن العبادة وطقوسها».
ينص قانون العقوبات البرازيلي (المرسوم بقانون 2848/1940) على أن «السخرية علنًا من شخص ما بناءً على معتقداته أو وظيفته الدينية، أو إيقاف أو إزعاج احتفال أو ممارسة دينية، أو عدم احترام أعمال أو أشياء العبادة الدينية علنًا» هو جريمة. وعقوبة هذه الأفعال هي السجن لمدة شهر إلى عام أو غرامة. وأضاف القانون رقم 14.532/2023 الفقرة الثالثة إلى المادة 140 من قانون العقوبات، والتي تحدد أنه في حالة جريمة الإهانة، إذا كانت تتكون من عناصر تتعلق بالدين أو حالة شخص مسن أو معاق، فإن عقوبة الجريمة ستكون السجن لمدة تتراوح بين عام وثلاثة أعوام وغرامة.

## التركيبة السكانية
تعداد 2010:
- المسيحية: 169.329.176 - 88.77%
  - الكاثوليكية الرومانية: 123.280.172 - 64.63%
  - البروتستانتية: 42.275.440 - 22.16%
  - المسيحيون الآخرون: 3.773.564 - 1.98%
- اللا دينيون: 15.335.510 - 8.04%
- الأديان الأخرى: 6.091.113 - 3.19%

## المسيحية

### الكاثوليكية
يوجد في البرازيل أكبر عدد من الكاثوليك في العالم. وكانت الكاثوليكية هي الديانة الرئيسية في البرازيل منذ بداية القرن السادس عشر. وقد جرى تقديمها بين البرازيليين الأصليين من قبل اليسوعيين «التبشيريين» في العصر الاستعماري، لم تكن هناك حرية دينية، كان جميع المستوطنين البرتغاليين والبرازيليين ملزمين بالإيمان الكاثوليكي وكانوا ملزمين بدفع العشور للكنيسة. وبعد استقلال البرازيل قدم الدستور الأول حرية الدين في عام 1824، ولكن جرى الاحتفاظ بالكاثوليكية كدين رسمي. وقد دفعت الحكومة الإمبراطورية رواتب للكهنة الكاثوليك وأثرت على تعيين الأساقفة. وكان التقسيم السياسي الإداري للبلديات مصحوبًا بالتقسيم الهرمي للأساقفة إلى «فريغيزيا» (أبرشيات). وكانت هناك أيضًا بعض العوائق أمام بناء المعابد والمقابر التابعة للكنيسة الكاثوليكية. وفصل أول دستور جمهوري في عام 1891 الدين عن الدولة وجعل جميع الأديان متساوية في مدونات القانون، لكن الكنيسة الكاثوليكية ظلت مؤثرة للغاية حتى سبعينيات القرن العشرين. مثلًا، بسبب المعارضة القوية من الكنيسة الكاثوليكية لم يُسمح بالطلاق في البرازيل حتى عام 1977 حتى لو كان الزوجان المنفصلان يعتنقان دينًا مختلفًا.
الإيمان الكاثوليكي الذي يمارس في البرازيل مليء بالاحتفالات الشعبية المتجذرة في التقاليد البرتغالية التي تعود إلى قرون مضت، ولكنها أيضًا متأثرة بشدة بالثقافة الأفريقية والبرازيلية الأصلية. وتشمل التقاليد الشعبية الحج إلى الضريح الوطني لسيدتنا أباريسيدا (نوسا سينهورا أباريسيدا)، شفيعة البرازيل، والمهرجانات الدينية مثل «سيريو دي نازاري» في بليم و«فيستا دو ديفينو» في العديد من مدن وسط البرازيل. والمناطق التي استقبلت العديد من المهاجرين الأوروبيين في القرن الماضي، وخاصة الإيطاليين والألمان، لديها تقاليد كاثوليكية أقرب إلى تلك التي تمارس في أوروبا.
تتركز النسبة الأكبر من الكاثوليك في منطقتي الشمال الشرقي (59%) والجنوب (53%). وتوجد النسبة الأصغر من الكاثوليك في منطقة الوسط الغربي (49%). وتوجد النسبة الأكبر من الكاثوليك في ولاية بياوي (85%) وتوجد النسبة الأصغر في ولاية ريو دي جانيرو (45.19%). ومن بين عواصم الولايات توجد في تيريسينا النسبة الأكبر من الكاثوليك في البلاد (86.010%)، تليها أراكاجو وفورتاليزا وفلوريانوبوليس وجواو بيسوا.
كما أسس الأسقف الكاثوليكي السابق كارلوس دوارتي كوستا في القرن العشرين الكنيسة الرسولية الكاثوليكية البرازيلية بعد خلافات حول عزوبة رجال الدين وعقائد أخرى.